# Goswara
Goswara (nep. गोश्वारा) – gaun wikas samiti w środkowej części Nepalu w strefie Dźanakpur w dystrykcie Ramechhap. Według nepalskiego spisu powszechnego z 2001 roku liczył on 681 gospodarstw domowych i 3702 mieszkańców (1955 kobiet i 1747 mężczyzn).